# Somos tú y yo, un nuevo día (banda sonora)
Somos tú y yo, un nuevo día es el segundo álbum de la banda sonora de la serie de televisión Somos tú y yo de Boomerang, lanzado el 2 de septiembre de 2009 por Universal Music Group en asociación con Boomerang y Venevisión Internacional. El álbum incluye éxitos como éxitos como «Un nuevo día», «Ven Niña», «Groovie Groovie», «Volver a Empezar», entre otros algunos mencionados que son interpretados por Sheryl Rubio y Víctor Drija.

## Lista de canciones
| N.º   | Título                  | Escritor(es)                           | Artista(s)                             | Duración |  |
| 1.    | «Volver a Empezar»      | Vladimir Perez y Daniel Espinoza       | Sheryl Rubio y Víctor Drija            | 3:20     |  |
| 2.    | «Grovie Grovie»         | Daniel Espinoza y María Beatriz Padrón | Sheryl Rubio y Somos tú y yo Cast      | 2:36     |  |
| 3.    | «Ven Niña»              | Daniel Espinoza y Vladimir Perez       | Víctor Drija y Somos tú y yo Cast      | 2:56     |  |
| 4.    | «Ser Reina es lo Mejor» | Daniel Espinoza y Sheryl Rubio         | Sheryl Rubio y Somos tú y yo Cast      | 1:58     |  |
| 5.    | «El Rock N' Roll»       | Daniel Espinoza y Vladimir Perez       | Arán de las Casas y Somos tú y yo Cast | 3:27     |  |
| 6.    | «Hoy Pienso En Ti»      | Daniel Espinoza y Vladimir Perez       | Sheryl Rubio                           | 4:10     |  |
| 18:31 |                         |                                        |                                        |          |  |

## Certificaciones
| País      | Organismo certificador | Certificación | Ventas certificadas | Simbolización |
| --------- | ---------------------- | ------------- | ------------------- | ------------- |
| Venezuela | APFV                   |               | 10 000              | ▲             |